# Epicauta isthmica
Epicauta isthmica är en skalbaggsart som beskrevs av Werner 1949. Epicauta isthmica ingår i släktet Epicauta och familjen oljebaggar. Inga underarter finns listade i Catalogue of Life.